# 聖盧西亞 (聖胡安省)

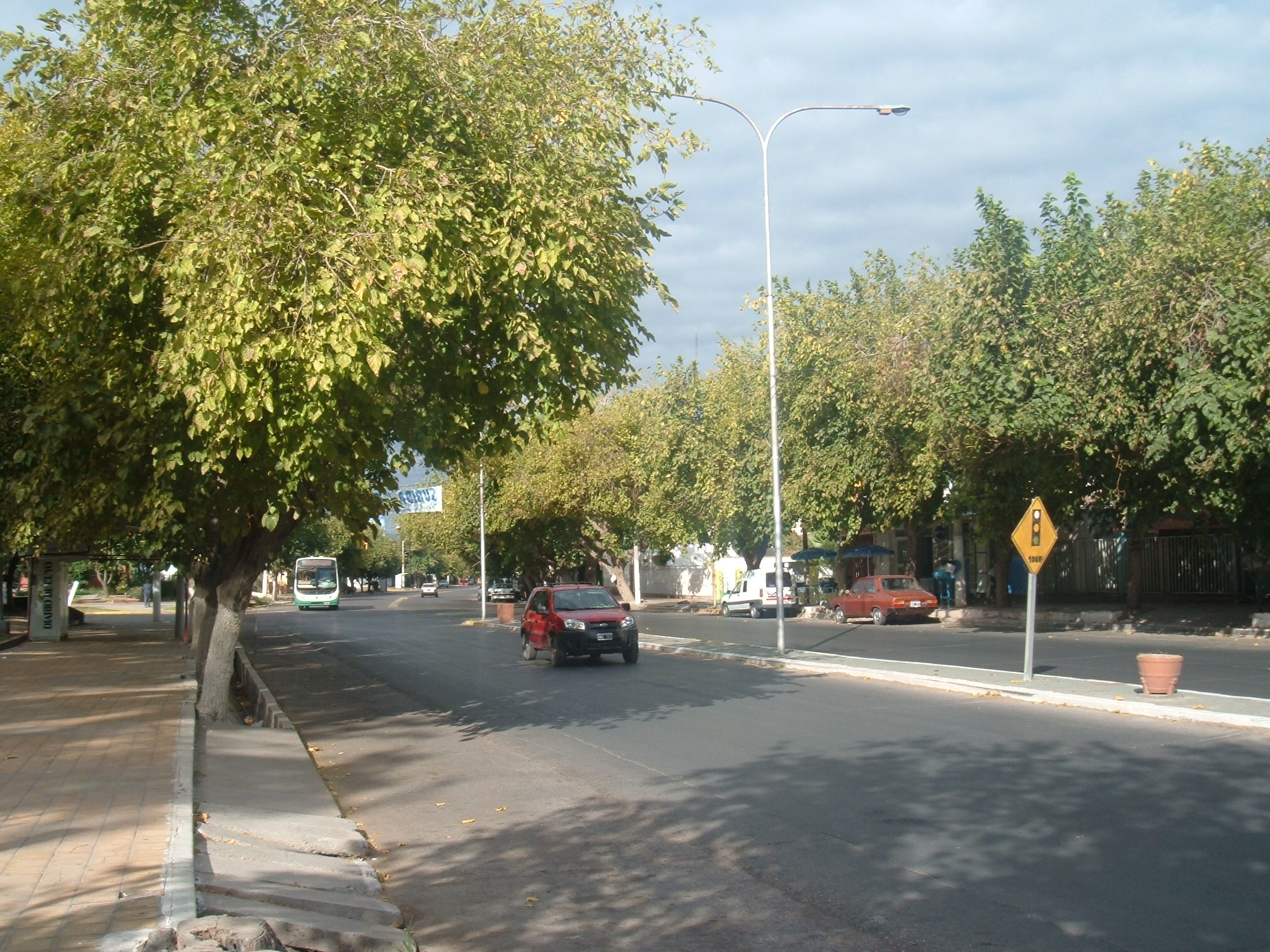
聖盧西亞

聖盧西亞（西班牙語：Santa Lucía），是阿根廷的城鎮，位於該國西部聖胡安省，是聖盧西亞縣的首府，始建於1869年12月4日，主要經濟活動是農業，海拔高度761米，2010年人口48,137。